# Neopetrobia acuminata
Neopetrobia acuminata är en spindeldjursart som beskrevs av Meyer 1974. Neopetrobia acuminata ingår i släktet Neopetrobia och familjen Tetranychidae. Inga underarter finns listade i Catalogue of Life.